# テルトウ＝フレーミング郡
テルトウ＝フレーミング郡 (ドイツ語: Landkreis Teltow-Fläming) は、ドイツ連邦共和国ブランデンブルク州の郡である。人口は約18万人である。

## 地理
テルトウ＝フレーミング郡の総面積は、2,092.1 km²である。領域は東西では61 km、南北では70 kmである。
隣接する郡は、東部ではダーメ＝シュプレーヴァルト郡、南部ではエルベ＝エルスター郡、西部ではポツダム＝ミッテルマルク郡である。また南西部ではザクセン＝アンハルト州ヴィッテンベルク郡と、北部ではベルリン州と接している。総面積46.6％が農業に利用されている。名称のとおり郡内には、テルトウ丘陵とフレーミング丘陵が位置する。トレビーンから北の北部の大部分は、テルトウ丘陵が、南部のほとんどはフレーミング丘陵、特に低フレーミングが占めている。両丘陵を隔てるのはヌーテ原流谷であり、郡中央部の比較的平坦な領域である。郡内には11の河川や水路が流れ、ヌーテ川とフライハイツグラーベン (Freiheitsgraben) が含まれる。また運河は2、湖は23ある。最大の湖は、面積283ヘクタールのブランケン湖である。ただしこれらの湖のほとんどは遊泳には適さない。また、複数の自然保護地区、景観保護地区が設置されている。自然保護地区の内、最小のものはルートヴィヒスフェルデにあるペヒプフールであり、面積は11ヘクタールである。最大のものは、ハイデホーフ＝ゴルムベルクであり、面積は9,864ヘクタールである。

## 歴史
テルトウ＝フレーミング郡は、1993年ブランデンブルク州郡改編に伴い同年12月5日に設置された。それまでのユーターボーク郡、ルッケンヴァルデ郡、ツォッセン郡を統合したものである。名称は地理名称から採られた。すなわち北部にあり、氷期に形成されたテルトウ、南部のニーデラー・フレーミング（低フレーミング）である。郡庁はルッケンヴァルデに置かれた。
地域の歴史は長く、また変遷に富むものであり、多くの都市や村に見て取れる。この地域は民族大移動期以降スラヴ人が居住していたが、中世のドイツ東方植民の進展に伴い、エルベ川やザーレ川以西からの移住者が定住するようになった。移住者の中にはフラマン人 (Flamen) がいたとされ、地理名称のフレーミング (Fläming) との関連が指摘されている。本郡の領域は、当時は様々な勢力が角逐する場であった。アスカーニエン家のブランデンブルク辺境伯、ヴェッティン家のマイセン辺境伯、マクデブルク大司教、また地方の小領主がこれに加わっていた。テルトウ台地を獲得し、支配を確立したのはアスカーニエン家であり、領域の統一について最も古い記録は1232年に遡る。ユーターボークとルッケンヴァルデ周辺は当初はマクデブルクの所有となった。そしてツォッセン所領は、ベーメンの封土となり、ラウジッツの一部とされた。
また今日の本郡の領域では、1813年にグロースベーレンの戦い（8月23日）とデネヴィッツの戦い（9月6日）が行われた。ナポレオンのベルリン軍は、手痛い敗北を喫し、フランス軍はマルク地方から放逐される結果となった。
1815年のウィーン会議の後、アムト・ユーターボークとアムト・ダーメ (Amt Dahme)、またバールート等族領主領は、プロイセン王国ブランデンブルク州に編入されることとなった。ルッケンヴァルデや他の領域を併せ、1816年にはユーターボーク＝ルッケンヴァルデ郡が設置された。郡庁はユーターボークに置かれ、ルッケンヴァルデと同様、180年ぶりに同じ主権の下に歩むことになった。1841年にはトレビーン、ルッケンヴァルデ、ユーターボークが鉄道で結ばれた。こうして工業が発展するための有利な条件が整えられた。最も恩恵を受けたのは今日の郡庁所在都市であるルッケンヴァルデであり、この地域で最多の人口を持つ都市となった。
ベルリンには今日、ドイツ連邦共和国の首都が置かれているが、当時、都市が発展するにつれ、軍事施設、つまり実験場や演習場は周辺地域に設置されていった。1910年にはツォッセン、ヴュンスドルフ、ツェーレンスドルフにまたがる地域に演習場が設けられた。この地には後に地下壕マイバッハI及びIIが構築され、1939年から1945年までは陸軍最高司令部 (OKH) が作戦指導のために使用した。1953年から1994年まで、ヴュンスドルフには駐東独ソ連軍の本部が置かれていた。1920年の大ベルリン新設の際、当時のテルトウ郡は、都市、農村、領地地区の大部分を首都ベルリンに譲らざるを得なかった。人口が稠密で強い経済の北部を失い、税収激減の憂き目にあった。
1920年代と1930年代にかけて、都市計画や建築の分野でいくつかの興味深い進展があった。これらには、ルッケンヴァルデの革新的な住宅地開発とバウハウス様式で建設された市立劇場、また1936年から1937年にかけて建設されたルートヴィヒスフェルデのダイムラー・ベンツ航空機エンジン工場が数えられる。1950年代以降、ルートヴィヒスフェルデは東ドイツの車両製造（特にトラック IFA W50） の代名詞となっている。ルートヴィヒスフェルデが都市となったのは1965年と比較的最近のことであるが、今日では郡内最大の人口を抱える。1952年 に、以前に比べ小規模な3つの郡が、ユーターボーク、ルッケンヴァルデ、ツォッセンにそれぞれ郡庁を置き設置された。旧テルトウ郡の一部は、ケーニヒス・ヴスターハウゼン郡、ポツダム郡となり、ダーメ/マルクと周辺地域は1993年までルッカウ郡の一部であった。1993年にテルトウ＝フレーミング郡が編成されて以降、人口は常に増加傾向にある。今日、人口は約17.8万人であり、人口密度では南部に比べ北部が圧倒的に高い状態である。

## 市町村
現在、郡内には7都市を含む16の自治体がある。13の都市及び自治体はアムトに所属していない。以下に本郡に属する都市及び自治体を示す。カッコ内は2023年12月31日における人口である。
| 都市、¹ アムト所属市 1. バールート/マルク (4,314人) 2. ダーメ/マルク ¹ (4,863人) 3. ユーターボーク (12,661人) 4. ルッケンヴァルデ (21,000人) 5. ルートヴィヒスフェルデ (29,441人) 6. トレビーン (9,964人) 7. ツォッセン (21,643人) アムト非所属自治体 1. アム・メレンゼー (7,310人) 2. ブランケンフェルデ＝マーロウ (29,344人) 3. グロース＝ベーレン (9,148人) 4. ニーデラー・フレーミング (3,016人) 5. ニーダーゲルスドルフ (6,194人) 6. ヌーテ＝ウーアシュトロームスタール (6,663人) 7. ラングスドルフ (11,846人) | アムト及び所属自治体 - アムト・ダーメ/マルク (8,954人) 1. ダーメ/マルク、都市 (4,863人) 2. ダーメタール (438人) 3. イーロウ (637人) |  |

## 人口動態
テルトウ＝フレーミング郡では、現在、178,472人が居住している。人口密度は85人/km²である。人口密度がもっとも低い都市はダーメ/マルク（4,863人）であり、最も高い都市はルートヴィヒスフェルデであり、人口は29,441人 である。以下の表は、テルトウ＝フレーミング郡の人口動態（1990年は10月3日時点の人口、1991年以降は12月31日付）を示している。全ての数値は、当該時点の領域のものである（1990年から1992年までの数値は1993年12月6日時点の領域に換算した数値）。
| 年   | 人口    |
| ---- | ------- |
| 1990 | 150,136 |
| 1991 | 147,388 |
| 1992 | 147,160 |
| 1993 | 145,932 |
| 1994 | 146,785 |
| 1995 | 148,133 |
| 1996 | 150,241 |
| 1997 | 153,244 |
| 1998 | 155,895 |
| 1999 | 158,326 |

| 年   | 人口    |
| ---- | ------- |
| 2000 | 159,735 |
| 2001 | 160,414 |
| 2002 | 160,708 |
| 2003 | 161,146 |
| 2004 | 161,400 |
| 2005 | 161,902 |
| 2006 | 162,383 |
| 2007 | 162,320 |
| 2008 | 162,073 |
| 2009 | 161,847 |

| 年   | 人口    |
| ---- | ------- |
| 2010 | 161,386 |
| 2011 | 159,511 |
| 2012 | 159,686 |
| 2013 | 160,448 |

### 現在の郡域の人口動態と予測
- 1875年からの人口動態（領域は今日のもの）
- 人口動態予測
- 年齢構成予測

出典：ベルリン＝ブランデンブルク統計局、ブランデンブルク州建設交通局、ベルテルスマン財団による詳細なデータはWikimedia CommonsのPopulation Projection Brandenburg にある。

## 政治

### 郡長
- 1993年 - 2012年：ペーア・ギーゼッケ (Peer Giesecke, SPD)、2012年12月10日に汚職のため解任
- 2012年12月11日 - 2013年9月9日（暫定）：キルステン・グルスケ（Kirsten Gurske, 無所属）
- 2013年：コルネリア・ヴェーラン（ドイツ語版） (DIE LINKE)

2013 年4月14日に行われた郡長選挙の決選投票では、コルネリア・ヴェーラン (DIE LINKE) が投票総数の66.2％を獲得し当選した。対立候補のフランク・ゲルハルト (Frank Gerhard, SPD) は33.8％であった。しかしコルネリア・ヴェーランはその時点では郡長に就任することはできなかった。全有権者の15%からの得票に541票及ばなかったためである。投票率は22.7％であった。2013年9月9日、ヴェーランは郡議会での2回目の投票で、全56票中27票を獲得し郡長に選出された。

### 郡議会
2014年5月25日にテルトウ＝フレーミング郡の郡議会選挙が行われた。議席は全56議席で任期は2014年から2019年までである。郡議会は56議席と郡長で構成されている。
2014年5月25日に行われた選挙結果は以下の通り。
| 政党名/会派                         | 議席 |
| ----------------------------------- | ---- |
| SPD                                 | 14   |
| DIE LINKE                           | 12   |
| CDU                                 | 12   |
| FDP                                 | 2    |
| テルトウ＝フレーミング農民連合 (BV) | 3    |
| プランB                             | 2    |
| GRÜNE/B90                           | 3    |
| AfD                                 | 3    |
| BVB / FREIE WÄHLER                  | 4    |
| NPD                                 | 1    |
| 合計                                | 56   |

（2014年5月25日選挙結果）

### 郡財政
テルトウ＝フレーミング郡の負債は、2012年12月31日時点で、約9,692万6,219ユーロであった。テルトウ＝フレーミング郡は、ドイツで最初の郡の一つとして郡財政の分野で自発的にいわゆる「持続性規約」を導入し、郡は負債を削減し、財政赤字を回避するものとした。

### 紋章
テルトウ＝フレーミング郡議会は1996年10月21日に紋章を決定し、1996年11月21日にはブランデンブルク州内務省から承認を受けた。
紋章記述：「前に銀、後ろは赤と銀、盾下部は黒と銀で塗り分けられる。前側には半分の赤の鷲、嘴と爪は金で羽根に金のクローバーの茎が付く、後ろ側は曲がった金の杖があり、頭部は赤の宝石が4つ付く。」
紋章のデザインはマーロウの図案家ホルスト・ネールス (Horst Nehls) によるものである。この紋章は本郡を対外的に代表するものであり、行政文書にはこの紋章入りの印章が用いられる。また地域住民のアイデンティティを涵養するものである。テルトウ＝フレーミング郡の紋章は、左右及び上下に分割された盾の形をしている。この3つに分割されていることは、12世から15世紀にかけての本郡の領域にあった有力な勢力を表している。当地はブランデンブルク辺境伯、マイセン辺境伯、マクデブルク大司教、また聖俗の小領主の利害が絡む緊迫した地域であった。これら勢力は、当時スラヴ人が居住していたこの地を手に入れ、ドイツとフランドルの人々に入植を呼びかけた。数々の村や都市の重要なルーツの多くは、直接この時代に遡る。またこの三分割は、本郡の大部分がユーターボーク郡、ルッケンヴァルデ郡、ツォッセン郡という以前の小規模な地方団体から成立したことも示している。
盾を身に着ける者から見て、左側の銀地には半分の赤い鷲が右側をにらんでいる。羽には金のクローバーの茎が付き、嘴と爪も金である。赤の鷲はブランデンブルク州の紋章でも知られるが、勇気、力、度量、若返りの力を表しているが、これはアスカーニエン家のブランデンブルク辺境伯の紋章に由来する。アスカーニエン家は記録に残る限り1170年頃に赤鷲を紋章とし、13世紀初めごろには本郡の北部と北西部（ルートヴィヒスフェルデ、ブランケンフェルデ、マーロウ、ラングスドルフ）に覇権を築いた。アスカーニエン家の後を継いだヴィッテルスバッハ家、ルクセンブルク家、ホーエンツォレルン家も紋章の動物として赤鷲を受け継いだ。
上部右側の盾は赤と銀で水平方向に塗り分けられている。そこに描かれるは金の大修道院長杖である。この部分はマクデブルク大司教領を表し、これは今日の本郡の南部と中部にあたり、銀と赤の2色は伝統的にマクデブルク大司教領を表す色であった。杖は、ルッケンヴァルデの紋章にも見られ、これは多くの村や都市が教数百年にわたる教会の領地としての歴史を持つことを示している。
盾下部は黒と銀のマス目で塗り分けられている。1478年までツォッセン所領に宗主権を行使しトルゴウ家（またはトルガウ家、トルゴーヴェ家 (Torgow, Torgau, Torgowe)）の紋章から採られたものである。その支配は今日の本郡中部にあたり、城塞から26の村に及び、南はルートヴィヒスフェルデ、北はラングスドルフから南西はルッケンヴァルデから数kmの地点、東はモッツェン湖に及んだ。1490年にはブランデンブルク選帝侯ヨハン・ツィーツェロがこの領域を獲得したが、この時点ではベーメン王国の封土とされた。この3つのシンボルを1つの紋章に取り入れているのは本郡のみであり、唯一である。これは本郡のみが該当する背景であるためである。
本郡のアムト、都市、町村の紋章は、テルトウ＝フレーミング郡内の紋章一覧を参照。

### 旗

テルトウ＝フレーミング郡の旗

本郡の旗は赤・白・赤の横三色旗であり、比率は1:2:1である。中央部には郡の紋章が付く。

### 極右活動
テルトウ＝フレーミング郡は、一般的な見地によればブランデンブルク州の右翼活動の拠点ではない。被害者相談センター「被害者の視点」の2006年の統計では、郡内の極右の背景を持つ襲撃事件は11件が記録されている。
これまでのところ組織的な活動は目立たないものの、2005年初めから極右主義者の一部、いわゆる「テルトウ＝フレーミング自由勢力 (Freie Kräfte Teltow-Fläming, „FKTF“)」がこれに変化を挑んだ。FKTFは、極右の若者や年長少年の15人から成る連合であり、出身は主に本郡北部である。ベルリンや隣接のダーメ＝シュプレーヴァルト郡の極右集団と非常に良好な関係を持っていた。ブランデンブルク州内務大臣ディートマー・ヴォイトケは、2011年4月11日にこれを禁止した。
2008年6月21日にケーニヒス・ヴスターハウゼンではドイツ国家民主党 (NPD) の郡支部「ダーメラント (Dahmeland)」が設立され、その管轄範囲は、テルトウ＝フレーミング郡とダーメ＝シュプレーヴァルト郡としている。現在の活動拠点は、ブランケンフェルデ＝マーロウ、ツォッセン、ルートヴィヒスフェルデであり、NPDが2008年9月に市議会選挙で1議席を獲得している。またルッケンヴァルデでは、2009年5月23日に極右主義者がデモを開催し、参加者は約200人であった。
右翼に対抗するために、1999年以来、ワーキンググループ「テルトウ＝フレーミング暴力反対 (TF gegen Gewalt)」が活動している。これは、州が支援する行動指針「寛容なブランデンブルク」に基づき設立されたものであり、これを本郡で実践することを目的としている。暴力、極右主義、外国人嫌悪に対する行動指針は、既に1998年の夏に州政府によって決定された。ワーキンググループは、これらの問題の意識を高め、暴力と不寛容のすべてに反対することを目指している。ワーキンググループは、テルトウ＝フレーミング郡全域で活動し、地域社会、団体、市民団体、学校の責任者を活動対象としている。様々な団体の代表者が加盟し、白い輪協会 (Weiße Ring e. V.)、福音派教会、ルートヴィヒスフェルデとルッケンヴァルデの女性避難施設などである。
1996年6月16日には、英国人の建設作業員ノエル・マーティンがマーロウで極右主義者に襲われ、半身不随となっている。以来、メディアと世論は極右主義を特に批判的に注視している。ディーター・マンツケは、2001年8月10日にダーレヴィッツで若者グループに襲撃され、死亡した。
2008年11月20日にはツォッセンで、第二次世界大戦中に迫害されたユダヤ人を追憶するストルパーシュタイン（つまずきの石）の敷設中に、ホロコースト否認派でインターネット・カフェを経営するライナー・リンク (Rainer Link) が市職員の一人を襲撃した。この事件によって、ツォッセンはドイツ全国の耳目を引いた。一か月後、ツォッセンでは2008年12月17日に国民社会主義の犠牲者のための追悼式典が開催されたが、ネオナチはこれを妨害し、またホロコースト記念日（2009年1月27日）にはツォッセンのマルクト広場で集会を開催した。2009年7月5日には、ネオナチは暴挙に出て、市民運動「素顔のツォッセン (Zossen zeigt Gesicht)」活動家の家に「民族の裏切者 (Volksverräter)」「左翼のブタ (linke Sau)」と殴り書きを行った。

## 経済
テルトウ＝フレーミング郡は東部ドイツで極めて成功を収めた地域の一つである。雑誌『フォークス・マネー』での調査ではこの結果が出ている。テルトウ＝フレーミング郡は、東部での第1位に2度選ばれ、今でも上位5位に入っている。他の研究では「成長ドイツの巨匠」として、あるいは「経済のおとぎの国」としてベルリンの南方を示している。テルトウ＝フレーミング郡は、広範なインフラと経済の投資のため、過去数年で重要度を増している。この10年間で、テルトウ＝フレーミング郡ではブランデンブルク州内で民間投資が最も高い。バイオテクノロジー企業、MTUエアロ・エンジンズ、ロールス・ロイスなどの有名企業が郡の性格を形作っている。また、新設の物流会社が数多くある。テルトウ＝フレーミング郡では、多様な大企業、中小企業が一体となっている。本郡は今日では、ドイツの航空宇宙産業の最も重要な拠点の一つであり、バイオテクノロジー、航空機製造の分野で首位に立っている。ルッケンヴァルデとルートヴィヒスフェルデは、ブランデンブルク州内に15か所ある地域成長拠点の一つである。これにより指定先進産業が支援を受けている。
郡の面積の約46％が農業に利用されている。農業企業は394社が登録されている。面積は9万2,826ヘクタールであり、内7万7,026ヘクタールが耕地、1万5,267ヘクタールは草地である。
食糧生産に加えて、エネルギー経済と農村観光が重要となっている。最新の交通インフラで国内および国外への良好なアクセスが整備され、これには連邦自動車道路A 9, A 10, A 13, 5本の連邦道路、旅客・貨物の鉄道輸送、ベルリンにあるテーゲル空港、シェーネフェルト空港がある。加えて投資促進機関も整えられている。こうして新規雇用を創出し、高度な職業訓練を受けた専門家が労働市場に供給可能となっている。ベルリン/ブランデンブルク首都圏では人口が増加し、失業率は比較的低い。経済刺激策として、かつて主に農業地帯であった南部の観光開発が進められている。農村地域の魅力を開発するために、テルトウ＝フレーミング郡はサイクリング、スケートリンクを総延長約185km建設、計画している。フレーミング＝スケートは、欧州スケート地域の首位であり、極めて短期に世界中からのスポーツ愛好家にとって、またとない楽園となった。これは資金調達と開発事業がいかに機能しているかを示す好例である。スケートリンク付近では、開設以来サービス事業の売り上げが伸び、郡南部全体がフレーミング＝スケートの恩恵を受けている。2005年には、スピードスケートのヨーロッパ選手権が開催され、大成功を収めた。企業が熟練労働者の職業訓練に投資するよう、郡は隔年で革新賞と職業訓練賞を交互に授与している。その目的は、地域の卒業学生に職業訓練の場を見つけるチャンスを与え、また長期的に見ても、労働市場から熟練労働者を探したり、訓練したりするよりも安くつく。スポンサーは、中部ブランデンブルク貯蓄銀行、VR銀行フレーミング (VR-Bank Fläming eG) である。テルトウ＝フレーミング郡革新賞は、革新的な製品やその開発、または製品の革新と発展、または市場段階に達した新規サービスに授与される。主催者はポツダム商工会議所、テルトウ＝フレーミング地域センター、テルトウ＝フレーミング郡手工業者組合である。

## 賞
テルトウ＝フレーミング郡、また本郡に拠点を置く多くの企業や機関は、数々の賞を受賞している。本郡は東部ドイツで最も成功した地域の一つである。Prognos AGや雑誌フォーカスマネーによる研究でもこの結果が出ている。ドイツ国内の郡と郡独立市を対象とした経済力と魅力のランキングでは、テルトウ＝フレーミング郡は、新連邦州内で2002年、2003年、2006年と2007年で第1位を獲得した。ディー・ツァイトが2004年1月に報じたドイツ連邦、全郡、全郡独立市、全州を対象にした1997年から2002年にかけての国内総生産の増加ランキングでは、テルトウ＝フレーミング郡は、ミュンヒェン郡、ヴォルフスブルクを抑え首位を獲得した。テルトウ＝フレーミング郡は、ブランデンブルク州経済省と内務省から「2006年経済にやさしい自治体」として金メダルを授与された。テルトウ＝フレーミング郡は2008年10月25日「今年の自治体」と称している。この賞では中小企業部門の発展に対する地域政治の功績が表彰された。ドイツ国内の男女機会均等ではテルトウ＝フレーミング郡は第5位であった。これはウェブサイト www.gender-index.de の結果である。これはデュッセルドルフのハンス・ベックラー財団と連邦建設地域計画局との共同プロジェクトである。加えてテルトウ＝フレーミング郡に拠点を置く数多くの企業は、ブランデンブルク職業訓練賞を受賞している。これは企業内の職業訓練における模範的な業績に対して贈られるものである。2008年度ブランデンブルク職業訓練賞は、ヌーテ＝ウーアシュトロームスタールの農業協同組合「Der Märker」が受賞した。

## 人口構造
テルトウ＝フレーミング郡には3,000人以上の外国人、内500人以上の亡命申請者が居住している。本郡の外国人の割合は1.9％であり、ドイツ全国平均 の8.4％を大幅に下回り、外国人統合に関して問題は少ない。外国人市民を社会的に統合するために多文化プロジェクトがあり、例えば、かけ橋祭 (Brückenfest)、ルートヴィヒスフェルデのGABの Esperança-Projekt、「公正と寛容のための路上サッカートーナメント (Straßenfußballturniere für Fairness und Toleranz)」がある。
テルトウ＝フレーミング郡の人口の約30％が高齢者である。4万476人が60歳以上であり、その内2万2,991人が女性である。このように、平均年齢はドイツの全国平均よりも著しく高い。その結果、障害者の割合もはるかに高い。郡内には2万2,000人以上の障害者が居住し、全人口のほぼ14％を占める（ドイツ全国平均8.5%）。行政では障害者・高齢者の担当者がおかれ、この他にも数多くの相談所、団体が、障害者や高齢者の需要に応えている。また障害者と健常者が出会う機会が定期的に設けられ、例えば障害者・スケーター祭は毎年多くの観客を集めている。
テルトウ＝フレーミング郡には約3万人の児童や青少年がいる。児童、青少年、教育、レクリエーションを対象とした多くの施設が整備されている。さらに多数の学校、図書館、ヌーテ＝ウーアシュトロームスタールの「世代の家 (Haus der Generationen)」、音楽学校、スポーツクラブなどがある。

## 姉妹郡
- グニェズノ郡（ドイツ語版）（ポーランド、ヴィエルコポルスカ県）

## ナンバープレート
1994年1月1日以降「TF」の略号が割り当てられ、使用されている。